# Alan Ritchson
Alan Michael Ritchson (Grand Forks, 28 november 1982) is een Amerikaanse acteur, model en singer-songwriter.

## Carrière
Ritchson maakte zijn acteerdebuut als Aquaman / Arthur Curry in de CW-superheldenserie Smallville (2005-2010), waar hij tussen het vijfde en tiende seizoen als gastrol verscheen. Ritchson verwierf nog meer bekendheid door het spelen van Thad Castle in de Spike TV-sitcom Blue Mountain State (2010-2012), een rol die hij hernam in het filmvervolg uit 2016. In 2018 keerde hij terug naar superheldenserie als Hank Hall / Hawk in de DC Universe / HBO Max-serie Titans.
Andere projecten zijn onder meer een onafhankelijk album genaamd This Is Next Time, uitgebracht eind 2005 en te zien in een Russische commercial voor Orbit kauwgom.

## Privéleven
Ritchson woont in Florida met zijn vrouw Catherine en hun drie kinderen. Ritchson heeft openlijk gesproken over zijn worsteling met een bipolaire stoornis.